# Katholische Kirche St. Peter und Paul (Neukirchen bei Sulzbach-Rosenberg)

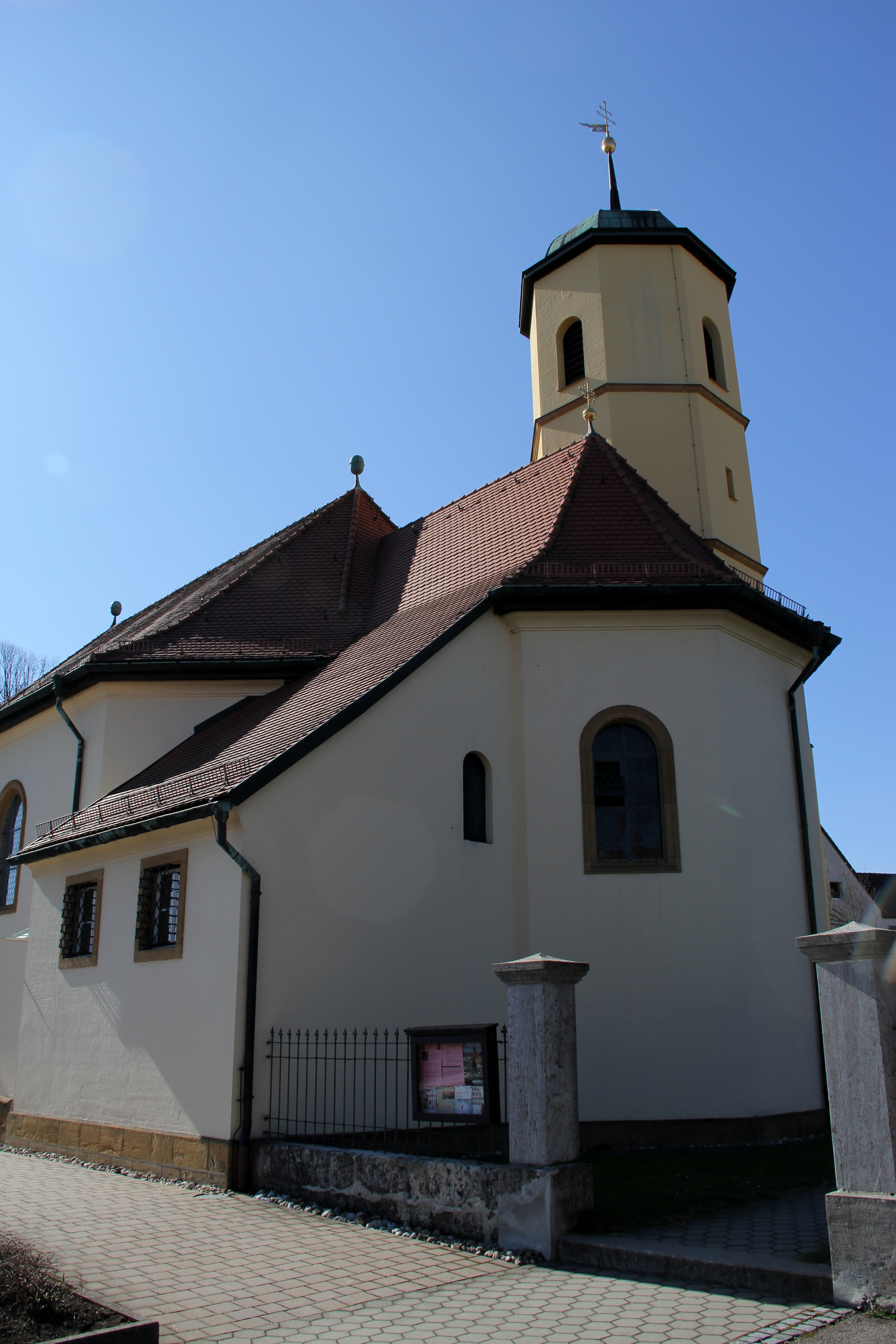
St. Peter und Paul (Neukirchen)

Die römisch-katholische, denkmalgeschützte Pfarrkirche St. Peter und Paul steht in Neukirchen bei Sulzbach-Rosenberg, einer Gemeinde im Landkreis Amberg-Sulzbach der Oberpfalz. Die Kirche gehört zum Bistum Eichstätt. Das Bauwerk ist unter der Denkmalnummer D-3-71-141-1 als Baudenkmal in die Bayerische Denkmalliste eingetragen.

## Beschreibung
Die Wandpfeilerkirche wurde 1925 erbaut. Sie besteht aus einem Langhaus, das im Westen dreiseitig geschlossen ist. Unter einem Anbau befindet sich das Portal. An der Nordwand des eingezogenen, dreiseitig geschlossenen Chors im Osten, steht der mit einer Glockenhaube bedeckte Chorflankenturm auf quadratischem Grundriss, an dem die Sakristei unter einem Pultdach an der Südwand angebaut ist. Die oberen Geschosse des Chorflankenturms sind achteckig, das oberste beherbergt den Glockenstuhl, in dem vier Kirchenglocken hängen. 
Der Innenraum ist mit einem Stichkappengewölbe überspannt. Die Kirchenausstattung wie der Hochaltar wurden vom Vorgängerbau übernommen. Die Orgel wurde 1983 als Opus 74 von Georg Jann gebaut.